# Lovret
Lovret – dzielnica Splitu, drugiego co do wielkości miasta Chorwacji. Zlokalizowana jest w północnej części miasta, ma 9 290 mieszkańców i 1,62 km² powierzchni.
Znajduje się tu nowoczesna, wielofunkcyjna hala sportowa Spaladium Arena.
Północną część dzielnicy zajmuje stocznia (Brodogradilište Split).
Obszar dzielnicy Lovret ograniczają:
- od północy – Morze Adriatyckie,
- od wschodu – ulica Stinice,
- od południowego wschodu – ulica Domovinskog Rata,
- od południa – ulica Ivana Gundulicia,
- od zachodu – ulica Zrinsko-Frankopanska.

Dzielnice sąsiadujące z Lovret:
- od wschodu – Brda i Ravne Njive,
- od południowego wschodu - Bol,
- od południa – Grad,
- od zachodu – Špinut.